# Cicada 3301
Cicada 3301 (tạm dịch: Ve sầu 3301) là biệt danh của một tổ chức đã ba lần đăng tải một chuỗi các câu đố với mục đích chiêu mộ những "tài năng" từ khắp nơi trên thế giới. Câu đố đầu tiên được đăng trên 4chan bắt đầu từ ngày 4 tháng 1 năm 2012, kéo dài trong khoảng 1 tháng. Vòng thứ hai bắt đầu đúng một năm sau vào ngày 4 tháng 1 năm 2013, và vòng thứ ba bắt đầu khi một manh mối mới được đăng tải trên Twitter vào ngày 4 tháng 1 năm 2014. Mục đích được tổ chức này nếu ra là để chiêu mộ những "cá nhân thông thái" bằng cách đưa ra một chuỗi những câu đố chờ để được giải mã. Câu đố mới không được tung ra vào ngày 4 tháng 1 năm 2015. Tuy nhiên, một manh mối mới được đăng tải trên Twitter vào ngày 5 tháng 1 năm 2016. Vào tháng 4 năm 2017, một tin nhắn mã hóa PGP đã kiểm chứng được tìm thấy: Beware false paths. Always verify PGP signature from 7A35090F. (tạm dịch: "Cẩn thận những bước đi sai lầm. Hãy luôn kiểm tra tin nhắn mã hóa PGP đã kiểm chứng từ 7A35090F). Tin nhắn đó hoàn toàn phủ nhận tính hợp lệ của những câu đố không được mã hóa đúng, gần đây nhất là tháng 4 năm 2017.
Các câu đố chủ yếu khai thác các kỹ năng bảo mật thông tin, mật mã học và kỹ thuật giấu tin.
Những câu đố mà tổ chức này tạo ra được nhiều người gọi là "những câu đố được làm tỉ mỉ và bí ẩn nhất trong lịch sử Internet " được xếp vào danh sách "top 5 bí ẩn internet kỳ quái nhất chưa được giải đáp", và được nhiều suy đoán bao quanh về sự tồn tại và chức năng của nó. Nhiều người cho rằng các câu đố là công cụ để tuyển dụng cho NSA, CIA, MI6, một "âm mưu Tam Điểm" hoặc một hội chiến sĩ mạng. Một số người khác lại nói rằng Cicada 3301 là một trò chơi thực tế ảo. Tuy nhiên, chưa một công ty hay cá nhân nào đứng ra nhận trách nhiệm hay cố gắng kiếm tiền từ nó.

## Mục đích
Mục đích của các câu đố qua từng năm đều là để chiêu mộ "những cá nhân thông minh kiệt xuất", nhưng mục đích tối cao thì không ai biết. Một số người nói rằng Cicada 3301 là một xã hội bí mật với mục tiêu phát triển mật mã học, nâng cao quyền riêng tư và nặc danh. Một số khác lại cho rằng Cicada 3301 là một nhóm cuồng giáo hoặc tôn giáo. Theo như ý kiến của một số người, tự nhận là đã giải được câu đố 2012, 3301 không thường dùng các câu đố để tuyển dụng, nhưng họ nghĩ ra những câu đố Cicada để tìm ra những cá nhân có kỹ năng về mật mã học và bảo mật máy tính.

## Giải mã câu đố
Một số cá nhân không xác định tự nhận là đã giải được câu đố, nhưng tổ chức cũng không có sự xác nhận gì và cũng không thấy thông tin gì mới từ những cá nhân không xác định đó. Câu đố đầu tiên, của năm 2012, được cho là đã được giải bởi Marcus Wanner. Theo Marcus Wanner, những người giải được câu đố được hỏi những câu hỏi về sự ủng hộ của họ về vấn đề tự do thông tin, riêng tư và tự do trực tuyến, và sự từ chối kiểm duyệt. Những người có câu trả lời thỏa đáng nhất ở giai đoạn này sẽ được mời đến một diễn đàn riêng tư, nơi họ được hướng dẫn để nghĩ ra và hoàn thành một dự án thúc đẩy lý tưởng của nhóm.

### Các dạng manh mối

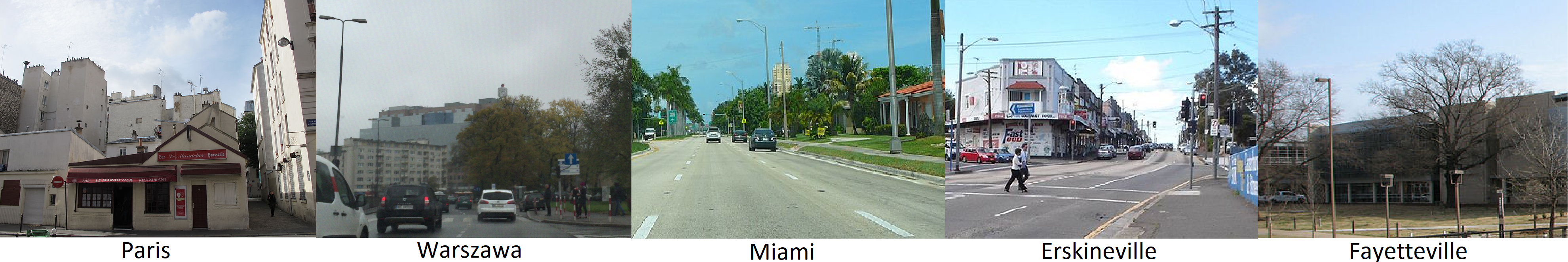
Địa điểm có những tờ giấy có mã QR của câu đố năm 2012.

Những manh mối của Cicada 3301 có dạng của rất nhiều phương tiện truyền thông, bao gồm cả internet, điện thoại, âm nhạc gốc, bootable Linux CDs, ảnh kỹ thuật số, giấy vật lý, và những trang sách được mã hóa viết bằng chữ rune. Một cuốn sách tên Liber Primus, nghĩa đen là "cuốn sách đầu tiên", chưa nhiều trang sách khác nhau, chỉ một số ít đã được giải mã. Bên cạnh việc phải dùng nhiều kỹ thuật mã hóa, giấu dữ liệu, những manh mối này còn nhắc đến nhiều tựa sách, thơ, tác phẩm nghệ thuật và âm nhạc. Mỗi manh mối đều có chìa khóa riêng tư GnuPG để đảm bảo quyền tác giả.

### Chi tiết câu đố

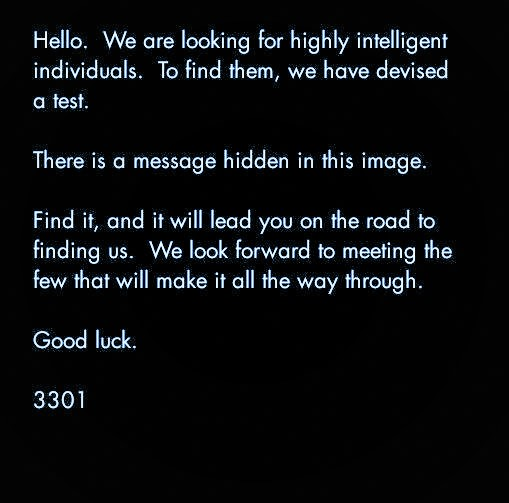
Câu đố đầu tiên của Cicada 3301

Moị chuyện bắt đầu vào ngày 5 tháng 1 năm 2012 , một người dùng ẩn danh trên trang web 4chan đã đăng tải một thông điệp đầy bí ẩn trên bảng thông báo.Vào lúc đó, ít người nghĩ rằng bức ảnh này quan trọng cũng như một số người nghĩ rằng đấy là một trong nhũng cách thức tuyển mộ của Cơ quan An ninh Quốc gia (Hoa Kỳ) (NSA).Nhưng bức ảnh này chính là sự khởi đầu trong cuộc truy tìm kho báu công phu nhất trong lịch sử mạng.

### Phần 1
Dựa vào hình, những người giải quyết đã nhanh chóng thử các phương pháp khác nhau để tìm ra nó. Cách sử dụng phổ biến nhất ban đầu là mở tệp hình ảnh vào một ứng dụng chỉnh sửa văn bản (Notepad++ chẳng hạn), cho phép người dùng đọc kết xuất các byte trong hình ảnh. Điều này tạo ra văn bản sau ở cuối tệp:
"TIBERIVS CLAVDIVS CAESAR says "lxxt>33m2mqkyv2gsq3q=w]O2ntk""
Họ nhanh chóng nhận ra đây là Mật mã Caesar vì các ký tự lặp lại và cái tên Caesar đã được nhắc đến, do đó là tham chiếu và văn bản được giải mã là: "Tiberius Claudius Caesar says: https://i.imgur.com/m9sYK.jpg ". Đường link này dẫn đến hình con vịt khác với dòng chữ ở trên nó như đã thể hiện ở bên phải ở dưới.
Đây là một manh mối khó giải quyết và tưởng chừng như là một ngõ cụt , nhưng những người giải mã sớm nhận ra rằng ý nghĩa cái hình ảnh này có nghĩa là chương trình OutGuess (OutGuess là một chương trình ẩn số được thiết kế để ẩn tin nhắn trong hình ảnh) phải được sử dụng để trả lời câu đố này.
Dữ liệu xuất từ OutGuess thông qua bức hình đó cho ra một tin nhắn dẫn tới một tài khoản Reddit tên "a2e7j6ic78h0j7eiejd0120" và một chìa khóa để giải mã nó: 
```
Here is a book code.  To find the book, and more information, go to http://www.reddit.com/r/a2e7j6ic78h0j/
 
1:20 2:3 3:5 4:20 5:5 6:53 7:1 8:8 9:2 10:4 11:8 12:4 13:13 14:4 15:8 16:4 17:5 18:14 19:7 20:31 21:12 22:36 23:2 24:3 25:5 26:65 27:5 28:1 29:2 30:18 31:32 32:10 33:3 34:25 35:10 36:7 37:20 38:10 39:32 40:4 41:40 42:11 43:9 44:13 45:6 46:3 47:5 48:43 49:17 50:13 51:4 52:2 53:18 54:4 55:6 56:4 57:24 58:64 59:5 60:37 61:60 62:12 63:6 64:8 65:5 66:1867:45 68:10 69:2 70:17 71:9 72:20 73:2 74:34 75:13 76:21
 
 
Good luck.
 
3301

```

Ở phần Subreddit bao gồm rất nhiều bài đăng văn bản mật mã khác nhau và hai hình ảnh, "Welcome" và "Problem".Trong cả hai bức ảnh đó đều chứa cả hai chữ ký PGP dùng để xác thực người gửi và mẩu tin nhắn. 
Điều đặc biệt đầu tiên rằng ở đầu trang tài khoản reddit  có những ký tự số Maya mà có thể dịch là: 10 2 14 7 19 6 18 12 7 8 17 0 19 

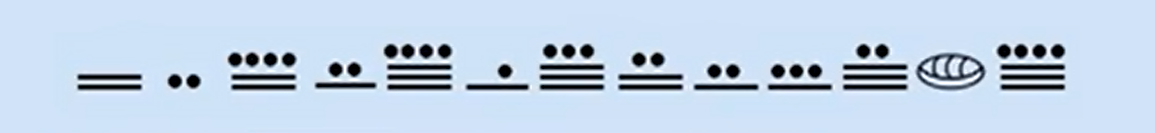

Bản thân cái tên tài khoản ấy (a2e7j6ic78h0j7eiejd0120) có một vài con số trùng hợp với dãy số trên, điều này gợi ý về rằng chữ A=10, chữ E=14, chữ J=19 và tiếp tục chúng ta có 10, 2, 14, 7, 19, 6, 18, 12, 7, 8, 17, 0, 19, 7, 14, 18, 14, 19, 13, 0, 1, 2, 0. Sau đó, người ta tìm thấy chiếc chìa khóa đó có nguồn gốc từ văn bản Vua Arthur. Dịch từng chữ số sang một chữ cái (từ bảng chữ cái thường và bắt đầu bằng A = 0) và bạn nhận được kcohtgsmhirathosotnabca. Mỗi chữ cái là chữ cái đầu tiên trong các dòng văn bản được giải mã.Việc giải mật mã khá là phức tạp để có thể giải thích ở đây khi mà phải kết hợp 2 chìa khóa để giải văn bản ấy
- Số điện thoại:

Việc giải được mã ở trên mã trên a2e7j6ic78h0j7eiejd0120 cho ra một văn bản về vua Arthur .Tiếp tục, văn bản ấy lại là một phần nội dung trong cuốn sách có tựa đề "The Mabonogion".Thông qua tin nhắn ban đầu (xem ở trên), có thể thấy rằng nó đã nhắc tới từ "book code" nghĩa là mã sách. Nếu bạn không quen thuộc với mã sách, số đầu tiên là  tọa độ dòng và số thứ hai là tọa độ ký tự trong dòng đó. Việc áp dụng mã sách cho văn bản sau khi xóa các dấu cách chữ và rốt cuộc tạo ra một văn bản sau (nguyên văn):
```
Call us at us tele phone number two one four three nine oh nine six oh eight
```

Đây rõ ràng là một số điện thoại. Số này hiện nay đã ngừng hoạt động. Nếu gọi đến số này ban đầu cho thông báo sau (nguyên văn):
"Very good. You have done well. There are three prime numbers associated with the original final.jpg image. 3301 is one of them. You will have to find the                         other  two. Multiply all three of these numbers together and add a .com to find the next step. Good luck. Goodbye."
(tạm dịch: "Được lắm. Bạn đã làm rất tốt. Có ba số nguyên tố có liên quan đến hình ảnh final.jpg gốc. 3301 là một trong ba số đó. Bạn sẽ phải tìm hai số còn lại. Nhân cả ba số với nhau và thêm .com để đi đến bước tiếp theo. Chúc may mắn. Tạm biệt."
Hai con số nguyên tố mà họ nhắc tới chính là kích thước hình ảnh của câu đố đầu tiên. Lúc đó, kích thước hình ảnh là 509 và 503.
Việc nhân ba con số 3301x509x503=845145127 chính là địa chỉ trang web sau khi thêm đuôi .com vào. Tiếc rằng trang web này đã đóng nhưng đã có một đường link dự phòng của trang đó có thể tìm thấy ở đây 
- Trang web:

Truy cập trang web này dẫn đến hình ảnh một con ve sầu và bộ đếm ngược. Sử dụng OutGuess trên hình ảnh tạo ra thông báo sau:
```
-----BEGIN PGP SIGNED MESSAGE-----
Hash: SHA1
 
You have done well to come this far.
 
Patience is a virtue.
 
Check back at 17:00 on Monday, 9 January 2012 UTC.
 
3301

```

Và vì vậy những người "thám tử" đã chờ đợi. Và đã đợi. Và cuối cùng, sau nhiều năm, trang web đã mở.
- QR code

Ở thời điểm sau khi trang web đã mở...sử dụng OutGuess một lần nữa cho hình con ve sầu sẽ lại cho ra một tin nhắn mới gồm những các dãy số.Sau khi những dùng những dãy số đó kết hợp với những dãy số khác trong bản thân trang web, 14 tọa độ trên toàn cầu sẽ hiện ra.
Điều cần làm lúc đó phụ thuộc những người tham gia sống gần những tọa độ này phải rời khỏi cái ghế thỏa mái của họ và khám phá bên ngoài.
Tại mỗi địa điểm này, những người giải mã tìm thấy một tờ giấy được dán vào cột điện báo, có mã QR và hình ảnh một con ve sầu.Phải mất một thời gian để điều này được hiểu với cộng đồng, rằng đây không chỉ là một trò đùa của một kẻ chơi khăm trong tầng hầm, đây có thể là một tổ chức toàn cầu của một số người rất tài năng.
Những mã QR code này dẫn tới hai bức hình, trong bản thân bức hình lại chứa tin nhắn mã PGPCái mà người giải biết đó là tin nhắn nhắc mã sách cùng với mô tả của mỗi cuốn sách. TIn nhắn cũng bao gồm một cảnh báo về sự cộng tác quá nhiều, nói rằng chỉ một số đầu tiên hoặc một số ít hoạt động mới được phép tiến vào vong trong.Điều này cũng có nghĩa rằng những người tới sau sẽ không được tiếp tục
Mã thứ hai được tìm thấy là dẫn đến bài thơ Agrippa bằng cách nhập các từ khóa từ mô tả. Bài thơ này, được tìm thấy ở đây, viết ra văn bản sau sau khi mã sách được áp dụng:
```
 sq6wmgv2zcsrix6t.onion 
```

Lẽ đương nhiên đây chính là link của Tor mà hầu hết ai cũng sẽ biết đó là một dịch vụ ẩn trên mạng Tor. Bằng cách nhập trang này vào trình duyệt được trang bị tor, người dùng thấy thông báo sau:
```
Congratulations!
Please create a new email address with a public, free web-based service. Once you've never used before, and enter it below. We recommend you do this while still using tor, for anonymity.

We will email you a number within the next few days (in the order in which you arrived at this page). Once you've recieved it, come back to this page and append a slash and then the number you recieved to this url. (For example, if you recieved "3894894230934209", then you would go to "[http:// http://sq6wmgv2zcsrix6t.onion/3894894230934209]")

3301
```

Đường link này dẫn tới câu đó cuối cùng.Tiếc rằng là chỉ những người đầu tiên mới có thể vào được trang web này...về sau, trang web đã bị đóng với dòng chữ "Chúng tôi muốn người giỏi nhất, không phải kẻ bám theo". Những người vào vòng cuối cùng cũng nhận được cảnh báo rằng đừng họp tác với những người khác hay chia sẻ thông tin chi tiết về vòng bí mật của câu đố cuối cùng. Tuy vậy, chúng ta lại biết được điều này,vậy có nghĩa là khong phải ai cũng quan tâm đến cảnh báo này....
- Valēte!

Sau gần một tháng không động tĩnh, một bức ảnh trên trang subreddit thông báo kết quả của bài toán và cuộc săn tìm đã kết thúc Cicada có lẽ đa tìm được cá nhân ưu tú mà họ càn tìm.Tuy vậy, việc thiếu những lời giải thích lạ khiến phần đông tin rằng những câu đố trên chỉ là cuộc tìm iếm vô ích đã khiến tốn thời gian của mọi người.
Suy cho cùng,những câu hỏi lại xoay quanh câu đó đầu tiên của Cicada vẫn không có lời giải, "Câu đố này để làm gì..?" "Ai đứng đằng sau nó...? "Chuyện gì xảy ra khi chúng ta hoàn thành...?"
Về sau....chúng ta mới biết rằng...đây chỉ là sự khởi đầu...

### Phần 2
Đã chính xác 366 ngày kể từ khi trò chơi Cicada 2012 bắt đầu (2012 là một năm nhuận). Không có gì xảy ra trong 11 tháng. Cho đến ngày 5 tháng 1 năm 2013, khi hình ảnh thứ hai được đăng lên diễn đàn hình ảnh / x / và / b /  trên web 4chan.

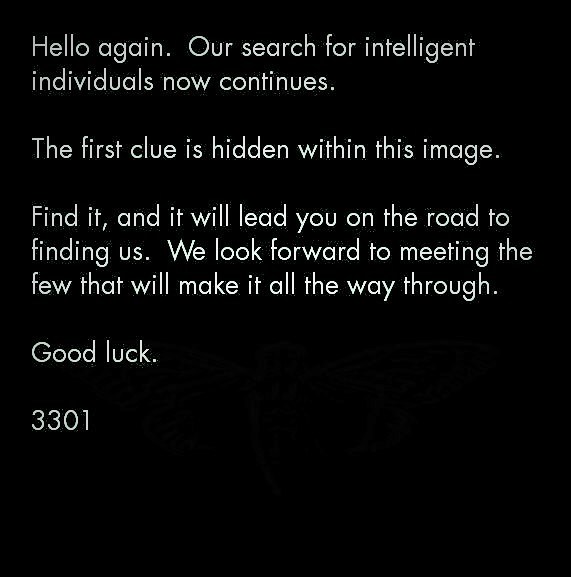
Câu đố thứ hai của Cicada

Hình ảnh sau đó sẽ được  dò một lần nữa bởi công cụ OutGuess. Thông báo này là kết quả. Một cái nhìn phân tích hơn cho thấy việc phải sử dụng là mật mã sách. Để giải mã tin nhắn, người ta cần tìm văn bản đã được sử dụng để mã hóa.
Bài thơ này, giới thiệu thông điệp bí mật, là một cú huých hướng tới văn bản phù hợp. Sau một hồi suy nghĩ, văn bản được sử dụng để mã hóa mật mã cuốn sách đã được phát hiện.
- Liber AL vel Legis

Cuốn sách được sử dụng để che giấu thông điệp là Liber AL vel Legis của Aleister Crowley. Còn được gọi là "Sách Luật", nó có sẵn trực tuyến và có thể được tìm thấy tại đây. Dòng đầu tiên I: 1: 6 hướng về ký tự thứ 6 của dòng đầu tiên trong chương đầu tiên, trong trường hợp này là chữ 'h'. Người ta cho rằng khoảng trống không được tính. Tuy nhiên, dấu câu đã ảnh hưởng đến ký tự được chọn cho bản rõ. Trong quá trình giải mã, người giải đố nhận thấy rằng dấu gạch ngang rất quan trọng đối với quá trình. Sử dụng các quy tắc này, họ đã mã hóa mật mã sách và đưa ra thông điệp được giải mã.
```
https:--www.dropbox.com-s-r7sgeb5dtmzj14s-3301
```

(link này hiện đã bị ngừng hoạt động)(tham khảo tại đây)
- Hệ thống

Siêu liên kết dẫn đến một trang web Dropbox với một tệp tin có dung lượng 130MB đã sẵn sàng để tải xuống. Sau khi tải xuống, tệp được phân tích và kiểm tra nhanh các byte tiêu đề và cho ra là file .iso (file nén).
Tệp hình ảnh được tải xuống bởi nhiều bộ giải và được ghi ra đĩa để chạy trên máy tính hoặc được mở trong ổ đĩa ảo. Nhìn vào nội dung của nó, có thể tìm thấy ba thư mục, "dữ liệu", "khởi động" và "âm thanh".
Khi khởi động từ hình ảnh, một chuỗi khởi động xuất hiện, in một dãy số ra màn hình. Điều tra trình tự cho thấy rằng hình ảnh trực tiếp in ra tất cả các số nguyên tố lên đến 3301. Có những khoảng dừng tạm thời trong hai giây ở 1033 và 3301, nơi nó dừng lại ở số sau và chuyển sang giai đoạn thứ hai. Giai đoạn tiếp theo và cuối cùng của quy trình là một màn hình có nội dung:
```
@1231507051321
The key is all around you.

Good luck.

3301
```

Phân tích sâu hơn về hình ảnh trực tiếp co thấy đây việc hiển thị các số nguyên tố. Đó là một tập lệnh shell linux (tìm thấy ở đây, dành cho những người quan tâm). Nó không tính toán các số nguyên tố mà kết nối lệnh in số với lệnh nghỉ giữa hai số. Trong hầu hết các trường hợp, thời gian nghỉ là 0,5 giây. Tuy nhiên, trong trường hợp các số nguyên tố 1033 và 3301, thời gian nghỉ là 2 giây, điều này cho thấy mức độ liên quan của hai số đó (thật ra đs chính là những số nguyên tố Palindrome. Ngoài ra, manh mối này cho biết "you" không phải "we", khác với gợi ý cuối cùng trong việc lựa chọn từ ngữ. Cũng được tìm thấy trong hình ảnh là chữ ký PGP này, đã được xác minh là chữ ký chính thức của 3301.
- Nhạc...

Thư mục "âm thanh" chứa một bản ghi âm. Tiêu đề của bản ghi âm là "761.mp3" và có thể tải xuống tại đây. File Audio cho chúng ta thấy rằng tiêu đề của tệp là "The Instar Emergence" (Thoát xác) và nghệ sĩ "3301". Nhạc cụ được sử dụng là một cây đàn guitar.Nhưng kỳ lạ là dòng nhạc đã bị khuếch đại xuyên suốt bài hát. Bài hát đã được giải cấu trúc và kiểm tra các thông điệp bị đảo ngược ẩn, nhưng vẫn chưa có gì bất thường.
Bài hát ở phím D ♭ thứ với phần điều chỉnh guitar tùy chỉnh của D ♭ -A ♭ -D ♭ -G ♭ -A ♭ -D ♭
- Twitter

Trong khi mọi người vẫn tìm kiếm qua hình ảnh để tìm thêm các gợi ý có thể đã bị bỏ qua, thì ai đó trong IRC đã tìm thấy một tài khoản twitter khiến mọi người bắt đầu chú ý. Nhiều điều kỳ lạ về twitter đó. Nó phù hợp với "phong cách" tổng thể của ve sầu, nó đã được đăng ký ngay sau những lần tải hình ảnh trực tiếp đầu tiên xuống và nó không có người theo dõi. Sau đó, nó được tìm thấy là tham chiếu trên đĩa CD khởi động tới @ 1231507051321 (lưu ý: 1231507051321 là một số nguyên tố). Điều nổi bật nhất về nó là những tin nhắn nó đã tweet.
Mỗi tweet bao gồm một dãy chữ và số 65 byte hệ thập lục phân.
3301 dường như đã sử dụng một bot để đăng các tweet trong khoảng thời gian 5 phút (cho đến 0:00 GMT ngày 7 tháng 1), sau đó vào khoảng thời gian bốn phút cho đến 19:00 GMT ngày 7 tháng 1, và dường như ngẫu nhiên cho đến 22:04 GMT Ngày 7 tháng 1, khi nó chuyển sang khoảng thời gian hai phút. Bot twitter đã ngừng đăng tweet lúc 4:52 GMT ngày 8 tháng 1.

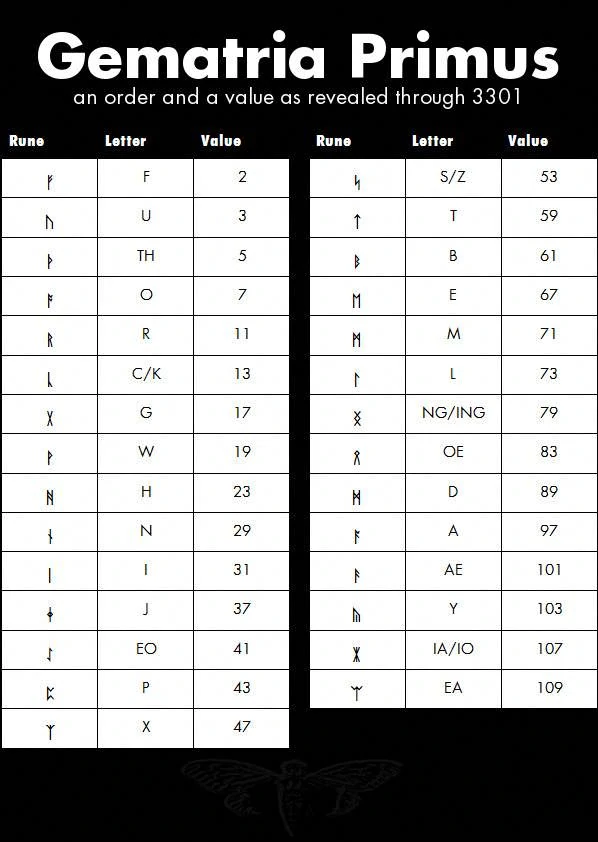
Sự chuyển dõi chữ Rune sang chữ Latin và giá trị các số nguyên tố

Ý nghĩa của các tweet và phần còn lại của các tập tin khiến những người giải quyết bối rối trong vài giờ. Nguồn cấp dữ liệu đầy đủ của các tweet có sẵn ở đây (phải nói là nó dài kinh khủng)
. Sau một ngày tìm kiếm không có kết quả, một người dùng IRC đã làm được điều không thể và giải được câu đố tiếp theo. Người dùng này đã lấy tệp 761.mp3 và XOR nó với tệp được tạo bằng cách làm theo hướng dẫn trong twitter. Kết quả là một tệp .jpg. .
Tệp .jpg dường như là một bảng rune, bao gồm ba cột, có tên là "Rune", "Letter" và "Value" và 29 mục nhập. "Rune" chứa ký tự rune thực, "Letter" chứa một hoặc nhiều ký tự văn bản thuần túy và "Value" chứa một số. Điều thú vị là các số được tìm thấy trong "Giá trị" đều là các số nguyên tố tăng dần, xây dựng chuỗi của 29 số nguyên tố đầu tiên. Như một thành viên trong IRC đã chỉ ra, các chữ rune bắt nguồn từ bộ rune Anglo-Saxon, và các chữ cái theo thứ tự của các rune Anglo-Saxon. Nó được tiết lộ rằng đây là một Gematria , có thể được áp dụng cho các phần văn bản khác nhau để tiết lộ những con số thú vị.
Người ta sớm phát hiện ra rằng hình ảnh này, giống như hình ảnh đầu tiên, chứa một thông điệp ẩn, một lần nữa bị che đi thông qua OutGuess. Bản thân thông điệp có thể được tìm thấy ở đây. Như trong mọi tin nhắn từ Cicada, nội dung được theo sau bởi chữ ký PGP, chứng minh tính xác thực của tin nhắn.
Bản thân hình ảnh này hiện giờ không có gì đặc biệt..mà là về sau nó mới phát huy được tác dụng của nó.
- "Củ hành"

Cuối cùng, sau khi nhận được tin nhắn từ 3301, những người giải quyết nhận thấy rằng đó là 'Hầu hết là trống'. Hóa ra tin nhắn chứa một hỗn hợp các tab và khoảng trắng. Những người giải quyết đã chuyển đổi nó thành nhị phân, sau đó một lần nữa thành ASCII, sau đó họ tìm thấy thông báo tiếp theo:
```
"Come to emiwp4muu2ktwknf.onion"
"We shall await you there." 

"Good luck." 

"3301"
```

Khi truy cập trang web, những người giải đó đã được thông báo với những kí tự và dòng chữ sau:
```
Web browsers are useless here.

      ,+++77777++=:,                    +=                      ,,++=7++=,,
    7~?7   +7I77 :,I777  I          77 7+77 7:        ,?777777??~,=+=~I7?,=77 I
=7I7I~7  ,77: ++:~+7 77=7777 7     +77=7 =7I7     ,I777= 77,:~7 +?7, ~7   ~ 777?
77+7I 777~,,=7~  ,::7=7: 7 77   77: 7 7 +77,7 I777~+777I=   =:,77,77  77 7,777,
  = 7  ?7 , 7~,~  + 77 ?: :?777 +~77 77? I7777I7I7 777+77   =:, ?7   +7 777?
      77 ~I == ~77= +777 777~: I,+77?  7  7:?7? ?7 7 7 77 ~I   7I,,?7 I77~
       I 7=77~+77+?=:I+~77?     , I 7? 77 7   777~ +7 I+?7  +7~?777,77I
         =77 77= +7 7777         ,7 7?7:,??7     +7    7   77??+ 7777,
             =I, I 7+:77?         +7I7?7777 :             :7 7
                7I7I?77 ~         +7:77,     ~         +7,::7   7
               ,7~77?7? ?:         7+:77777,           77 :7777=
                ?77 +I7+,7         7~  7,+7  ,?       ?7?~?777:
                   I777=7777 ~     77 :  77 =7+,    I77  777
                     +      ~?     , + 7    ,, ~I,  = ? ,
                                    77:I+
                                    ,7
                                     :77
                                     

Welcome.
```

Những người giải quyết sớm nhận ra rằng các trình duyệt web thực sự vô dụng, nhưng không, một số người giải đố đã giải ra và họ nhận thấy rằng trang web bao gồm một trình bao tương tác. Họ có thể nhập bất kỳ số nào để nó được phân thành nhân tử, 'count' để đếm số nguyên tố, 'bỏ' để thoát và 'xin chào' để trả lại tin nhắn. Xem tin nhắn gốc ở đây.
Người ta sớm phát hiện ra rằng các thông báo có thể được chuyển thành ASCII, tạo ra một thông báo khác, một lần nữa GPG được ký bởi 3301:
```
Very good.
   
You have done well to come this far.
  
xsxnaksict6egxkq.onion
  
Good luck.
   
3301
```

Điều này dẫn chúng tôi đến một địa chỉ .onion thứ hai.Tiếp tục như thế,trang web Onion thứ hai lại chứ những câu đố tương tự cái thứ nhất và rốt cuộc dẫn đên trang web thứ ba.
Trên trang Onion thứ ba, những người giải đã nhận được một thông báo hướng dẫn họ đến những tọa độ khác. Và điều này chắc chắn là buộc những người tham gia,một lần nữa, phải ra đường để tìm tấm áp phích bí ẩn.
Mỗi tấm áp phích đều có một số điện thoại trên đó cũng như một mã truy cập. Lưu ý rằng mỗi số điện thoại kết thúc bằng 3301 hoặc 1033.
Gọi đến số điện thoại đã đưa ra một giọng nói tự động yêu cầu nhập mã vào trình quay số. Những người giải quyết nhanh chóng nhận ra rằng họ phải chuyển đổi mã truy cập được cung cấp trong áp phích sang định dạng khác và nhập mã đó vào. Khi làm như vậy, thông báo sau đã được đưa ra (nó thay đổi tùy theo vị trí, mã này dành cho Portland):
```
Dataset:13
Offset:12821

Data:28C07E1B102D4D5C4C1A376E064477E1416FCC94928765
```

Nhìn chung, 6 trong số các địa điểm đã được khôi phục mã, trong khi địa điểm thứ 7 không được truy cập thực tế, nhưng số điện thoại có được bằng cách gọi tất cả các số kết thúc bằng 1033.
Trên mỗi địa chỉ củ hành này (như được liệt kê trong bảng dưới đây), mỗi người giải được cấp một mã SSSS, viết tắt của Shamir's Secret Sharing Scheme. Một kế hoạch chia sẻ bí mật cho phép ai đó chia sẻ bí mật với một số người nhất định, mỗi người nhận được chuỗi của riêng họ. Một khi đủ các bí mật này kết hợp với nhau, chúng có thể được kết hợp để tạo ra bí mật cuối cùng. Mỗi vị trí, mã SSSS của nó và một số dữ liệu khác trên mỗi phần tạo nên một cái bảng số.
Khi 5 trong số 10 mã SSSS đã được truy xuất, chúng có thể được giải mã để tạo thành thông điệp của chúng, đó là:
```
p7amjopgric7dfdi.onion
```

Đó chính là vòng cuối cùng của câu đố, nói chỉ có những người đầu tiên mới có thể vào được.Chi tiết câu đố có thể xem tại đây.
Không như câu đố đầu tiên,câu đố thứ hai không có kết luận cũng như là tuyên bó chính thức từ Cicada.Moi thứ cứ thế nguội lạnh và Cicada biến mất để lại chúng ta không có lời giải. Tuy nhiên,đây vẫn chưa phải là kết thúc...

### Phần 3
Đầu tháng 1 năm 2014, mọi người cùng nhau tụ tập trên mạng để chờ đợi những dấu hiệu của hoạt động tiếp theo từ Cicada 3301. Sau khi nhận được vài câu đố giả từ những người chơi khăm khác, cuối cùng người ta cũng nhận được tin nhắn xác thực từ Cicada. Vào ngày 6 tháng 1, tài khoản Twitter được Cicada sử dụng trong câu đố của năm 2013 đã được đăng lên lại; sau khi không hoạt động trong khoảng một năm, nó đã tweet một cách tự nhiên một liên kết đến một hình ảnh trên imgur.
Giống như các vòng trước đó, hình ảnh này chứa một thông điệp ẩn bằng mật mã có thể khôi phục được bằng cách sử dụng chương trình OutGuess một lần nữa.

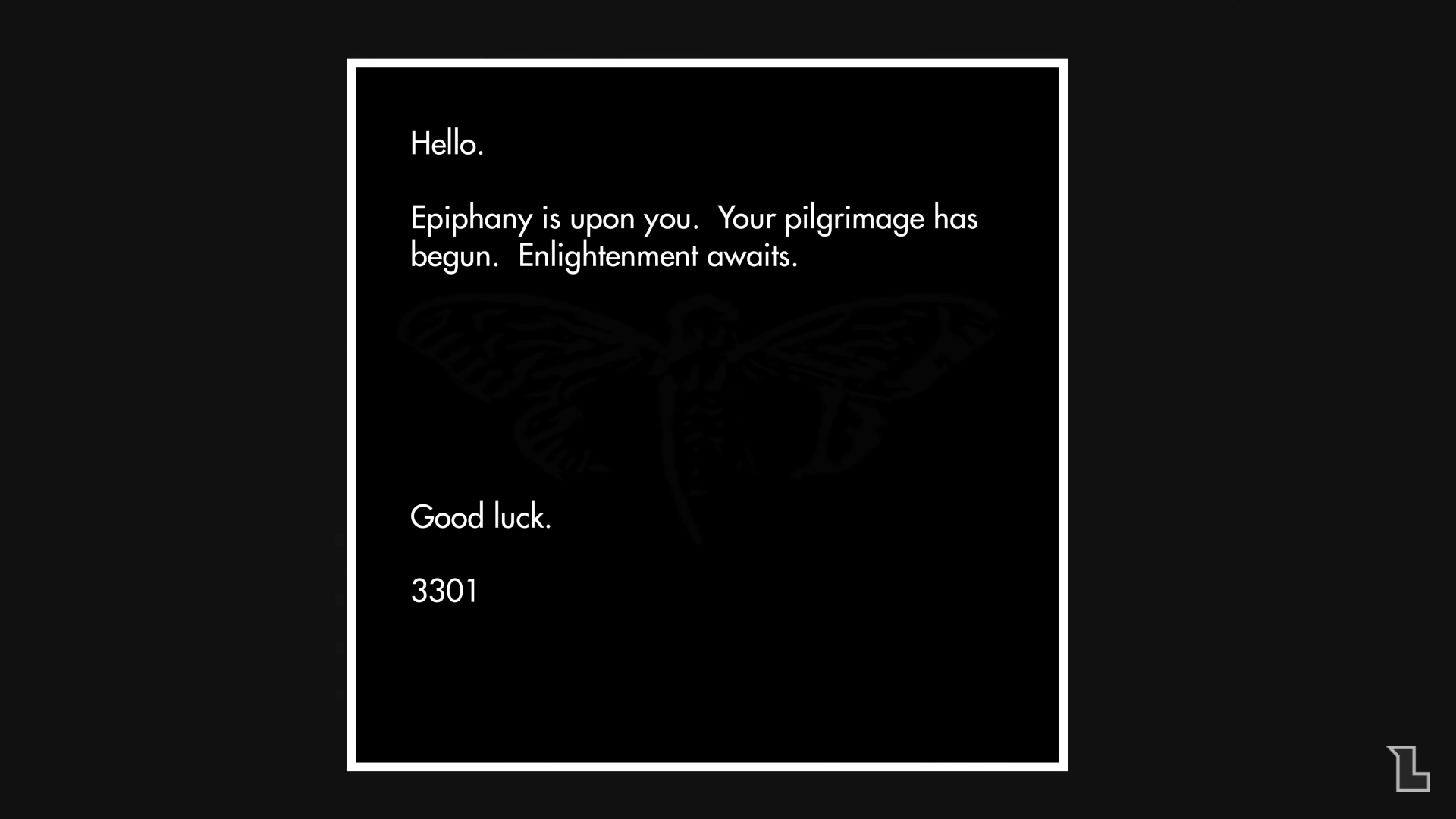
Câu đố thứ ba của Cicada

Không khác như hai lần trước...thông điệp sau khi giải mã gợi ý ra một cuốn sách khác.Lần này cuốn sách tên là Self-Reliance and Other Essays được viết bời Ralph Waldo Emerson.
Kết hợp chìa khóa mã sách của thông điệp trên và cuốn sách, những người giải đố có thể ra được một đường link khác của trang web trên Tor
```
auqgnxjtvdbll3pv.onion
```

(trang này hiện đã đóng)
Dịch vụ ẩn làm nổi bật hình ảnh này, đó là ảnh ghép của bốn bức tranh của William Blake.
Theo quy trình thông thường để điều tra hình ảnh, người ta nhận thấy rằng hình ảnh này có chứa một thông điệp, một lần nữa, có thể trích xuất được bởi OutGuess. Sau đây là nội dung của nó, bỏ qua tiêu đề PGP và chữ ký:
```
e = 65537
n = 75579125746085351644267182920580212556413102071876330957950694457000592\
    10248050757270234679993673844203148013173091173786572116639

- -----BEGIN COMPRESSED RSA ENCRYPTED MESSAGE-----
Version: 1.99
Scheme: Crypt::RSA::ES::OAEP

eJwBswBM/zEwADE2MgBDeXBoZXJ0ZXh0LE2jxJS1EzMc80kOK+hra1GKnXgQKQgVitIy8NgA7kxn
2u8jNQDvlu0uymNNiu6XVCCn66axGH0IZ9w4Af3K/yRgjObsfA1Q7QqpXNALJ9FFPgYl5rh07cBP
M9kbSH6DynU/5cYgQod2KymjWcIvKx3FkjV4UOGakDnBf1eQp1uwvn3KxDVwTyzPqbMnZvOA06Ec
AfKtyz1hEK/UBXkeMeVrnV5SQQ==
=yTUshDMKN65aPaKAR0OU8g==
- -----END COMPRESSED RSA ENCRYPTED MESSAGE-----
```

Tin nhắn có thể được tách thành hai phần. Phần đầu tiên, kéo dài 3 hàng đầu tiên, khai báo hai giá trị, một N và một e. Phần tiếp theo, được bao bọc bởi "BEGIN COMPRESSED RSA ENCRYPTED MESSAGE", chứa thông tin về một lược đồ mã hóa, cũng như dữ liệu được mã hóa trong base64. (Base64 là một lược đồ để mã hóa các byte không thể in thành các ký tự có thể in được.)
Chúng ta biết rằng thông báo sau được mã hóa bằng cách sử dụng mật mã RSA. Bước tiếp theo đã rõ ràng: giải mã tin nhắn. Để làm được điều đó, chúng tôi cần một thứ mà chúng tôi không có: khóa riêng tư...
- Công phá RSA

Chữ N được sử dụng để mã hóa tin nhắn nhỏ hơn nhiều so với 2048 hoặc 4096 bit. N mà những người được cung cấp dài 432 bit (130 chữ số thập phân).Cộng đồng giải quyết đã cạn kiệt rất nhiều lựa chọn trong nỗ lực tìm khóa riêng tư. Họ tìm kiếm thông tin đáng ngờ trong dữ liệu được cung cấp cho đến thời điểm đó, điều tra hình ảnh, cân nhắc các mối tương quan, theo dõi các kết nối, v.v. Thời gian trôi qua và không có gì được phát hiện, những người giải quyết bắt đầu thảo luận về trường hợp xấu nhất: tìm p và q thông qua lực lượng tính toán "chay"....
(việc phân tích thừa số nguyên tố để tìm khóa riêng tư là cực kì khó bởi vì cho đến nay, chưa có bất kì cách thức tính toán Toán học nào có thể rút ngắn thười gian ngoài dò từng con số một)
Sau một thời gian, người ta đồng ý rằng cách tiếp cận song song sẽ mang lại kết quả tốt nhất, vì một bước đột phá trong việc tìm ra dữ liệu ẩn sẽ không cản trở việc phân tích số và ngược lại. Vì vậy, một nhóm nhỏ người đã tập hợp lại với nhau để suy nghĩ về cách hiệu quả nhất để chia sẻ sức mạnh tính toán của họ để tính N. nỗ lực không phù hợp với một bộ xử lý duy nhất. Tuy nhiên, phân phối khối lượng công việc có thể đạt được kết quả trong thời gian ngắn hơn và cộng đồng rất mong muốn được giúp đỡ. Người ta nhanh chóng đồng ý về cado-nfs, một chương trình được thiết kế để lấy các thừa số nguyên tố của các số nguyên lớn bằng cách sử dụng một mạng máy móc phân tán (thuận tiện để nói là ít nhất). Sau khoảng 8 giờ gỡ lỗi, sửa chữa, vá lỗi và thử nghiệm cũng như thêm 9 giờ làm việc phân tán trên nguyên tố, kết quả là
```
p = 97513779050322159297664671238670850085661086043266591739338007321
q = 77506098606928780021829964781695212837195959082370473820509360759
```

(lưu ý rằng cả p và q đều là số nguyên tố)
Những cá nhân này đã cô phá thành công một khóa RSA 432 bit. Đừng nhầm lẫn - đây là một kỳ tích đáng kinh ngạc đối với một nhóm người trải khắp thế giới với phần cứng cấp người tiêu dùng. Nếu không có mọi người đóng góp thời gian, công sức và nguồn lực của họ, điều này sẽ mất nhiều thời gian hơn dự đoán ban đầu. Nhờ vào những người đã tham gia vào nỗ lực này,cộng vói những người quản lý máy chủ, đặc biệt là một người giấu tên đã thuê máy chủ từ Amazon để hoàn thành giai đoạn tính toán cục bộ cuối cùng mà họ đã thực sự phá vỡ được mã RSA 432 bit. ....
- Tiếp tục...

Bây giờ chúng ta có thông tin, chúng ta phải tạo ra một cái gì đó từ nó. Để đảm bảo rằng họ làm đúng, sẽ là khôn ngoan nếu chỉ cần làm những gì Cicada đã làm là mã hóa thông điệp và đảo ngược nó. Họ cũng có một manh mối cho điều này trong thông điệp của OutGuess.
Từ đó mà lần ra được đường link tiếp theo trên trang onion.
Trang có vẻ là trang tĩnh. Tuy nhiên, sau một thời gian, một số đã nhận thấy rằng chuỗi đang phát triển. Cứ sau vài phút, hai ký tự được thêm vào cuối chuỗi. Quá trình này tiếp tục trong khoảng 23 giờ. Khoảng thời gian giữa các byte mới được tìm thấy là bội số của năm. Nhiều người dùng đã ghi lại số phút giữa các lần cập nhật, thời gian chúng xảy ra và dữ liệu được nối vào những thời điểm đó.Các bộ dữ liệu trên rất có thể không hoàn chỉnh và không có đảm bảo về độ chính xác.Sau 23 giờ, quá trình dừng lại và không có thêm ký tự / byte nào được thêm vào chuỗi. Chuỗi cuối cùng là:
```
634292ba49fe336edada779a34054a335c2ec12c8bbaed4b92dcc05efe98f76abffdc2389bdb9de2cf20c009acdc1945ab095a52609a5c219afd5f3b3edf10fcb25950666dfe8d8c433cd10c0b4c72efdfe12c6270d5cfde291f9cf0d73cb1211140136e4057380c963d70c76948d9cf6775960cf98fbafa435c44015c5959837a0f8d9f46e094f27c5797b7f8ab49bf28fa674d2ad2f726e197839956921dab29724cd48e1a81fc9bab3565f7513e3e368cd0327b47cf595afebb78d6b5bca92ba021cd6734f4362a0b341f359157173b53d49ea5dff5889d2c9de6b0d7e8c615286ce596bfa83f50b6eeabd153aaf50cd75f39929ba11fb0f8e8d611442846
```

Chuỗi này dài 512 ký tự và đây là hệ thập lục phân.
Tuy nhiên, khoảng một giờ sau khi chuỗi hoàn thành phát triển, vào khoảng 05:31:40 GMT, tài liệu đã thay đổi. Mã 512 ký tự cũ đã không còn nữa, cùng với nhận xét HTML. Thay vào đó là chuỗi mới mà có thể truy cập tại đây (quá dài nên chúng tôi buộc phải để link)
Bằng việc phân tích chuỗi mới và cả chuỗi cũ, những người giải mã rốt cuộc cũng tạo ra được file hình .jpeg .File hình này chỉ ra một cuốn sách tựa đề có tên là "Liber Primus"
- Cuốn sách đầu tiên

Liber Primus được dịch trong tiếng Latin là Cuốn Sách đầu tiên. Lẽ đương nhiên,đây chính là cuốn sách viết bởi Cicada.
Rốt cuộc,bảng chữ cái Runic đã giải mã vào năm 2013 cuối cùng cũng hữu ích vì cuốn sách được viết bằng chữ Rune.Dù vậy,nội dung được dịch ra vẫn bị mã hóa...thậm chí cốn sách chưa nhiều triết lý và luận điểm có vẻ như đó là kim chỉ nam của họ...Vì vậy mà một số người đã so sánh Cicada như là một giáo phái.
Dù gì đi nữa...cuốn sách vãn ẩn chứa vô số đầu mối và mật mã

Tạm dịch:Hầu hết mọi thứ không đáng để bảo tồn....
Chúng ta tuân theo những giáo điều để chúng ta có thể thuộc về....
Không có gì là đúng, phụ thuộc là cái chết....
Đó là các hành vi tiêu dùng, bảo quản và tuân thủ...

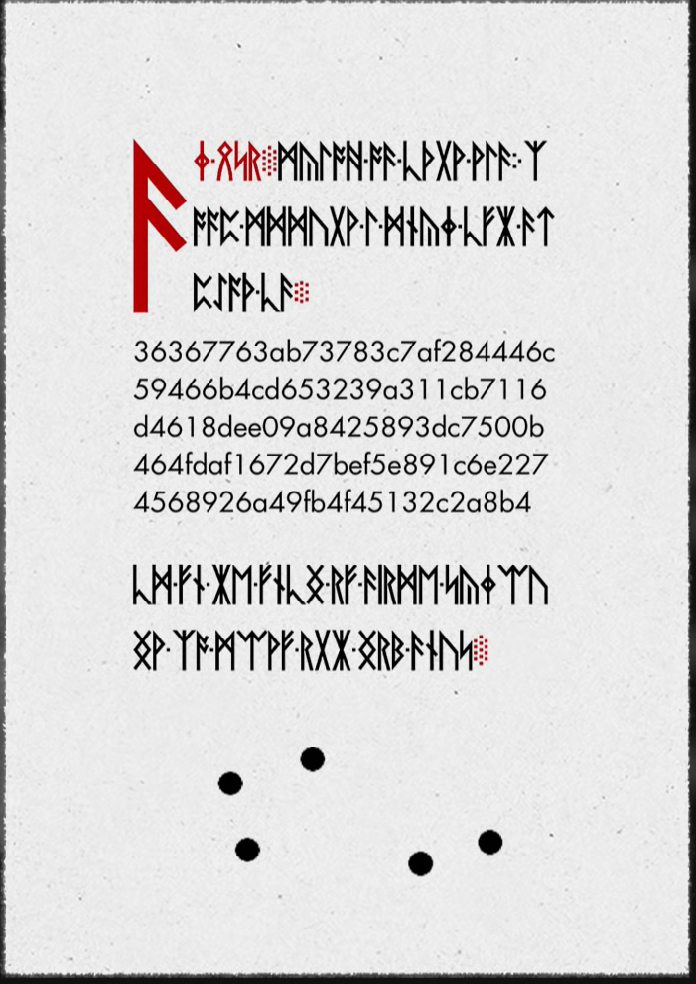
Một trang sách gợi ý về việc dùng link trong trang để vào Onion (tiếc thay,họ chưa tim thấy trang đó

Trang khác...lại dẫn đến một trang web có chứa bài hát tên là "Interconectedness" (tạm dịch:Sự liên kết).
Tuy vậy,phần lớn cuốn sách chưa được dịch hết. Vẫn còn nhiều đoạn trong cá trang đã bị mã hóa làm cho chúng trở nên tối nghĩa. Trong 74 được viết bằng chữ Rune, chỉ có 19 trang là đã dịch thành công.Năm 2015 trôi qua mà không có câu đó nào mới khiến nhiều ngời nghĩ rằng Liber Primus phải được hoàn thành thì Cicada mới trở lại. Hơn bảy năm đã trôi qua mà khong có tiến triển và sự im lặng gần như tuyệt đối của Cicada....

### Phần 4
Cicada đăng bài phát công khai lần cuối vào năm 2017, nhưng chủ yếu là cảnh báo sai lệch thông tin cũng như khuyên người dùng nên kiểm tra thông tin PGP của tổ chức ấy. Như thường lệ, sau lần đăng bài cuối cùng, không ai nghe thấy tin tức Cicada gì nữa. Các kênh IRC từ từ chết. Tất cả các trang Onion đều bị ngoại tuyến...
Rất lâu sau khi cả cộng đồng bỏ cuộc, cuối cùng cũng nhận được phản hồi. Một số nhận được thông báo tương tự như thông báo từ cuối năm 2013 (hoặc lâu hơn họ tuyên bố), và số còn lại nhận được liên kết đến một trang Onion, chứa các trang còn lại của Liber Primus, một tập hợp 58 trang hình ảnh.
Nhưng với tình trạng hiện tại của câu đố thứ ba thì khả năng ra câu đố thứ tư vẫn còn là một ẩn số...